# Musée d’Art moderne et contemporain de Saint-Étienne Métropole
Das Musée d’Art moderne et contemporain de Saint-Étienne Métropole – MAMC+ ist ein Museum für moderne und zeitgenössische Kunst in der Gemeinde Saint-Priest-en-Jarez im Département Loire der französischen Region Auvergne-Rhône-Alpes. Es beherbergt mehr als 20.000 Kunstwerke, darunter 1500 Designobjekte.
Das 1987 gegründete Museum blickt auf eine Historie zurück, die bis ins Jahr 1833 zurückreicht. Das vom Architekten Didier Guichard entworfene Museum wurde am 10. Dezember 1987 in Saint-Priest-en-Jarez am nördlichen Stadteingang von Saint-Étienne eröffnet.

## Geschichte
Das Palais des Arts wurde 1833 eröffnet. Später wurde es zum heutigen Musée d’Art et d’Industrie (MAI) und beherbergte bis 1987 die Sammlung des heutigen Musée d’art moderne et contemporain (MAMC+). Maurice Allemand, Kurator des Museums, widmete sich ab 1947 vor allem der modernen Kunst. Bernard Ceysson wurde 1967 Direktor des Museums und richtete in den folgenden zwanzig Jahren seine Ausstellungs- und Ankaufspolitik auf die zeitgenössische Kunst aus. Von 1986 bis 1987 leitete Bernard Ceysson auch das Musée national d’art moderne - Centre Georges Pompidou, während er gleichzeitig den Bau des heutigen Musée d’art moderne et contemporain de Saint-Étienne beaufsichtigt und die Eröffnung eines neuen prestigeträchtigen Museums vorbereitete. Das Musée d’Art moderne et contemporain de Saint-Étienne Métropole, eines der ersten Museen für zeitgenössische Kunst außerhalb von Paris, übernahm die bis ins 19. Jahrhundert zurückreichenden Sammlungen des MAI und baute darüber hinaus Sammlungen für Fotografie und Design auf.

## Architektur
Das von Didier Guichard entworfene Gebäude besticht durch seine markante Fassade aus großen schwarzen Keramikplatten, eine Hommage an die Bergbauvergangenheit der Stadt. Die Fassade bildet das Logo des Museums. Im Inneren empfängt den Besucher der Espace zéro, eine große Fläche aus weißen Kacheln mit schwarzen Fugen, gestaltet von Jean-Pierre Raynaud. Zwischen 2023 und 2024 wurde das Museum zum ersten Mal seit seiner Eröffnung umfassend renoviert. Die Arbeiten umfassten die Erneuerung des Fußbodens mit langlebigem Terrazzo, die Installation energieeffizienter Klimaanlagen und die Freilegung von Oberlichtern, um mehr natürliches Licht in die Ausstellungsräume zu bringen. Es ist geplant, ein zusätzliches Gebäude mit einer Fläche von über 10.000 Quadratmetern zu errichten, um die Ausstellungsflächen zu erweitern und neue Lagerräume für die wachsende Sammlung zu schaffen.

## Sammlung
Die Sammlung des MAMC+ ist seit dem 19. Jahrhundert kontinuierlich gewachsen. Ein Teil der Sammlung ist Schenkungen und Vermächtnissen zu verdanken. Zu den wichtigsten Spendern zählen Vicky Rémy, Jacqueline Brauner, François und Ninon Robelin, die Caisse des Dépôts et de Consignation sowie Liliane und Michel Durand-Dessert. Leihgaben kamen von Institutionen wie dem Musée national d’art moderne Centre Georges Pompidou, dem Fonds national d’art contemporain, dem Institut d’art contemporain Rhône-Alpes/Villeurbanne oder von Künstlern wie Pierre Soulages oder Raymond Hains.

Die Sammlung des Museums umfasst Werke vom 16. bis zum 19. Jahrhundert sowie moderne und zeitgenössische Kunst. Besondere Schwerpunkte liegen auf großformatigen Arbeiten und internationalen zeitgenössischen Künstlern. Seit 2019 wurden jährlich etwa 50 Kunstwerke als Schenkungen hinzugefügt, mit dem Ziel, insbesondere Künstlerinnen stärker zu repräsentieren. Bei seiner Eröffnung umfasste die Sammlung rund 2300 Werke, heute sind es etwa 23.000.

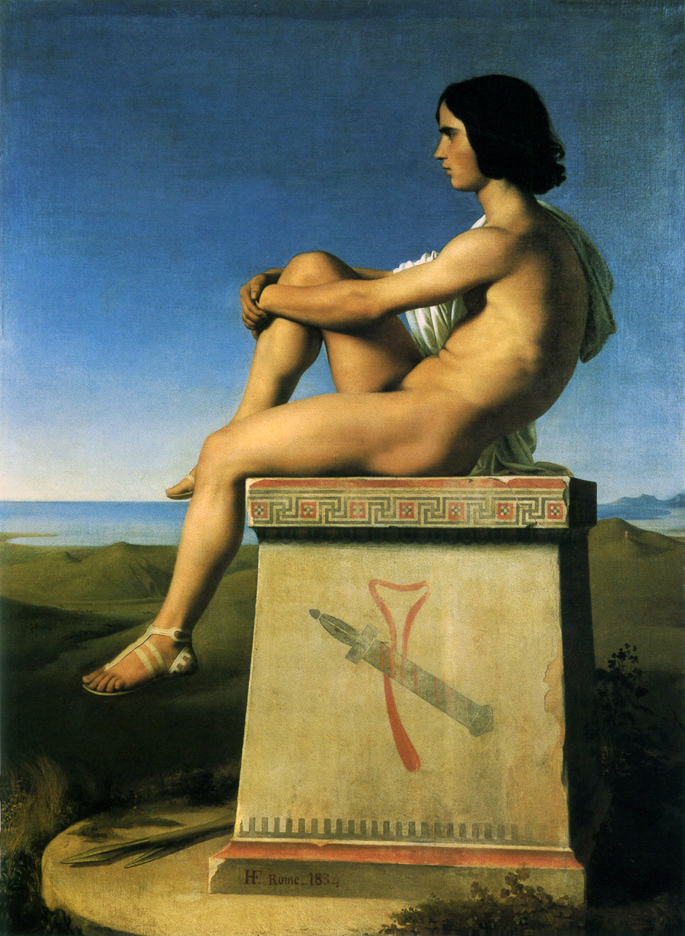
Hippolyte Flandrin (1805–1864): Polytes, Sohn des Priamos, beobachtet den Zug der Griechen nach Troja, 1833/34
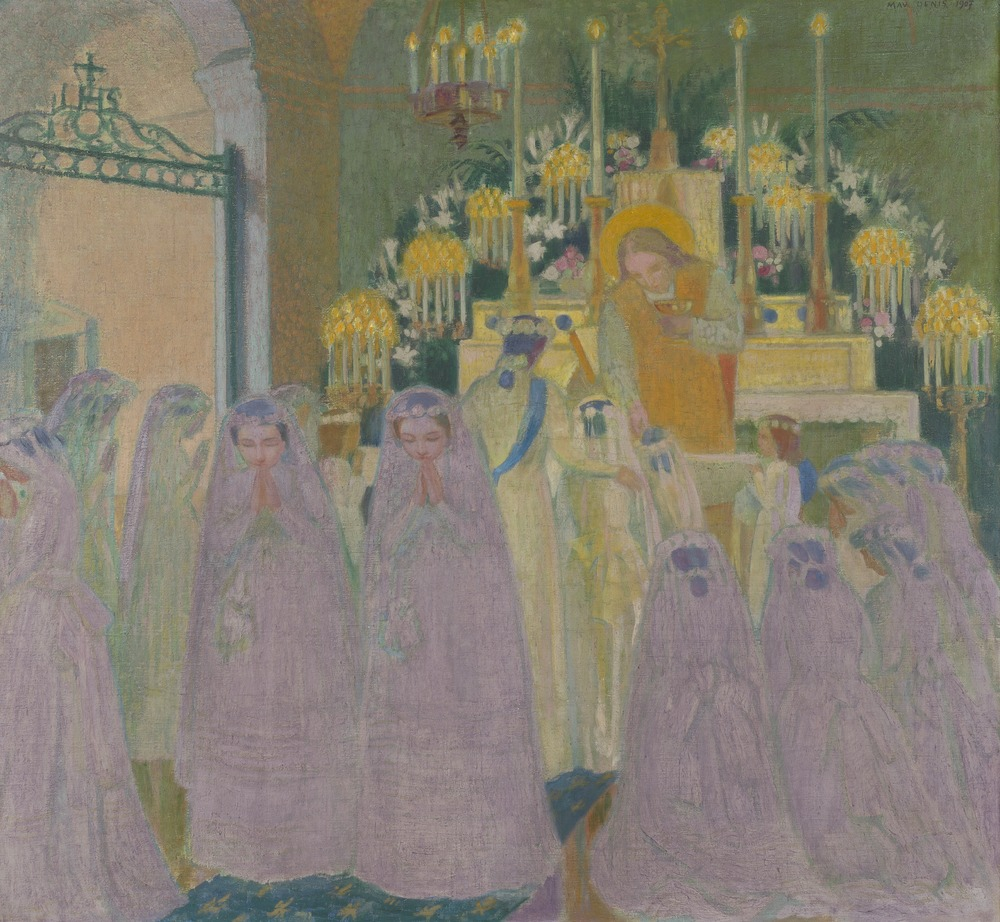
Maurice Denis: Les Communiantes, 1907
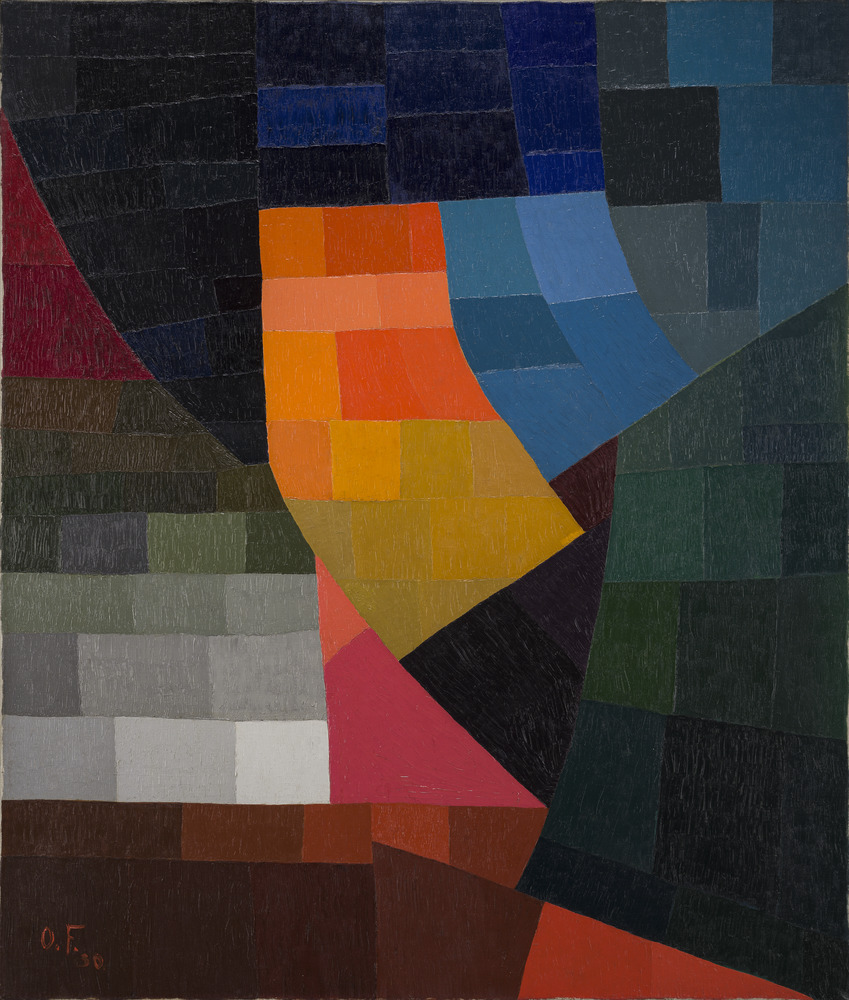
Otto Freundlich (1878–1943): Komposition, 1930
André Derain (1880–1954): La Tasse de thé, um 1935
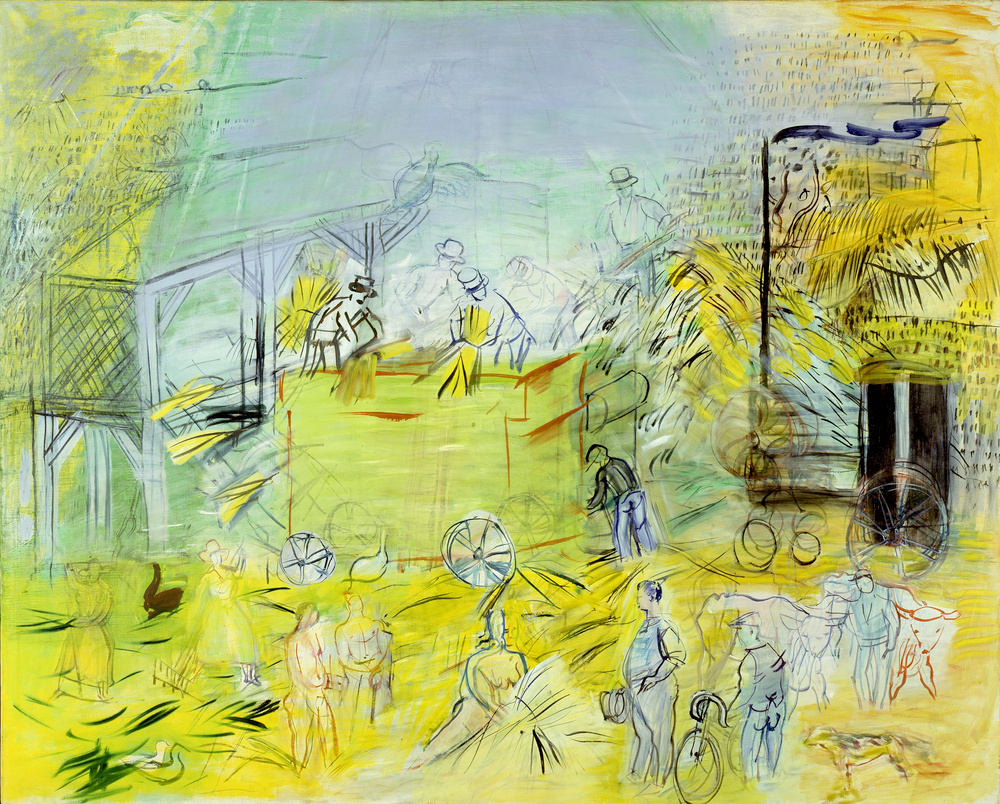
Raoul Dufy (1877–1953): Le dépiquage des moissons, 1953. Depositum des Centre Pompidou, Paris Musée national d’art moderne